# La Fille de la mer morte
La Fille de la mer morte (titre alternatif : Fortuna) est un film franco-israélien réalisé par Menahem Golan et sorti en 1966.

## Synopsis
Le film décrit les difficultés d'une fille juive amoureuse d'un homme non juif, et les conflits entre le mode de vie traditionnelle et le mode de vie moderne, dans une petite ville proche de la Mer Morte.

## Fiche technique
- Autre titre : Fortuna
- Titre anglais : The Girl from the Dead Sea
- Réalisation : Menahem Golan
- Scénario : Menahem Golan d'après Menahem Talmi
- Production :  Films Festival Français, Noah Films
- Producteur : Yoram Globus
- Musique : Dov Seltzer (en)
- Image : Yitzhak Herbst
- Montage : Danny Shick
- Durée : 115 minutes
- Dates de sortie :
  - Israël : 1966
  - États-Unis : janvier 1969

## Distribution
- Gila Almagor : Margot
- Yossi Banai
- Pierre Brasseur : Bozaglo
- Saro Urzì : Monsieur Simon